# Sideranthus
Sideranthus là một chi thực vật có hoa trong họ Cúc (Asteraceae).

## Loài
Chi Sideranthus gồm các loài: